# Фрауэнприсниц
Фрауэнприсниц (нем. Frauenprießnitz) — община в Германии, в земле Тюрингия. 
Входит в состав района Заале-Хольцланд. Подчиняется управлению Дорнбург-Камбург.  Население составляет 966 человек (на 31 декабря 2010 года). Занимает площадь 18,47 км².
Коммуна подразделяется на 5 сельских округов.

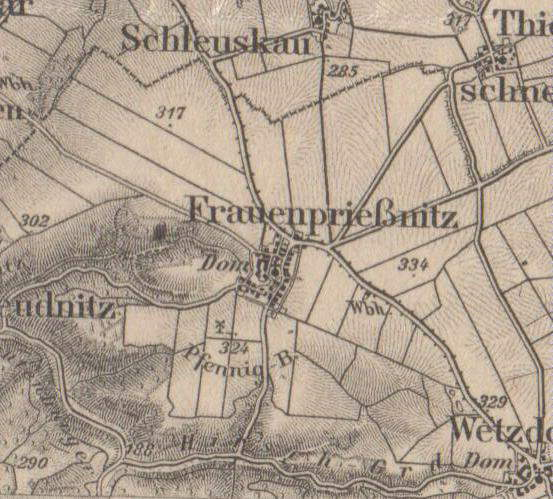
Фрауэнприсниц